# Blossia falcifera namibensis
Blossia falcifera namibensis es una subespecie de arácnido  del orden Solifugae de la familia Daesiidae.

## Distribución geográfica
Se encuentra en Namibia.